# فرناندو سييرا
فرناندو سييرا (بالإسبانية: Fernando Sierra)‏ هو دراج كولومبي، ولد في 23 فبراير 1966.

## وصلات خارجية
- فرناندو سييرا على موقع إحصائيات الدراجات الإحترافية (الإنجليزية)
- فرناندو سييرا على موقع أوليمبيديا (الإنجليزية)